# Войтинская, Надежда Савельевна
Наде́жда Саве́льевна Войти́нская-Леви́дова (13 декабря 1886, Санкт-Петербург — 21 сентября 1965, Ленинград) — российская и советская художница, переводчица, искусствовед.

## Биография
Родилась в Санкт-Петербурге в семье педагога-математика Савелия Осиповича Войтинского и Вильгельмины Лазаревны Берман. Ещё будучи учащейся гимназии Таганцевой, обратила на себя внимание рисунками, которые были показаны Валентину Серову, — по его рекомендации продолжила обучение живописи в Рисовальной школе при Обществе поощрения художеств, также посещала частные уроки Михаила Бернштейна.
В 1905—1908 годах занималась литографией и живописью в Германии, Франции, Италии и Швейцарии.
Была близка к группе художников «Мир искусства». Автор серии литографированных портретов для журнала «Аполлон» (1909), среди моделей – художники М. Добужинский и А. Бенуа, поэты М. Волошин, М. Кузмин и Н. Гумилёв, писатели С. Ауслендер и  К. Чуковский: Из всей серии в "Аполлоне" был опубликован только портрет Гумилева.
Мой портрет она сделала очень быстро — в один сеанс — удивив меня своей смелой и молниеносной манерой. Была она молода, привлекательна и производила впечатление вдумчивой, начитанной женщины.Корней Чуковский
Отойдя от литографии, в 1911—1912 годы дважды ездила в Сибирь к находящемуся там в заключении брату Владимиру, проводила работу по оказанию помощи политзаключённым. С 1912 по 1916 год училась на историко-филологическом отделении Высших женских курсов в Петербурге (Бестужевских курсов), обучение не закончила. В собственных занятиях искусством переключилась на работу темперой и маслом, участвовала в ряде художественных выставок, однако вскоре после октябрьского переворота занятия живописью пришлось оставить.
В 1924 году окончила отделение истории и теории искусства в Государственном институте истории искусств, позже сотрудничала с ним, написав четыре искусствоведческие монографии.
C конца 1920-х — начала 1930-х годов писала очерки, рассказы и повести для юношества, издала несколько книг. Владея четырьмя европейскими языками, делала переводы произведений Г. Гейне, И. Бехера, Э. Вайнерта, Ш. Петёфи, Ф. Вольфа, А. Конан Дойла.
В ночь на 23 февраля 1938 года была арестована Управлением НКВД по Ленинградской области по подозрению в принадлежности к террористической организации, ей инкриминировалось руководство (ст. 58-10 и 58-11). Проведя под следствием в Большом доме шестнадцать месяцев, вследствие недостаточности улик для предания суду вышла на свободе с формулировкой «за недоказанностью обвинения».
В годы войны вместе с семьёй оставалась в блокадном Ленинграде в квартире на Кировском проспекте. С лета 1943 года служила в Бюро пропаганды Союза писателей, готовила тексты радиопередач, выступала в госпиталях. Ноябрьской ночью 1943 года в её квартиру попал снаряд.
После войны преподавала иностранные языки в высших учебных заведениях, заведовала кафедрой иностранных языков во Всесоюзном заочном лесотехническом институте.
Архив Н. Войтинской находится в Российской национальной библиотеке. Большинство изобразительных работ художницы находятся в собрании Государственного Русского музея, некоторые в Третьяковской галерее, Музее изобразительных искусств имени А. С. Пушкина, Государственном литературном музее. Многие работы впервые были представлены для публики в экспозиции «Русский эстамп XIX — начала XX века», проходившей в Государственном Русском музее уже после её смерти в 1967 году.
Похоронена на Еврейском кладбище в Санкт-Петербурге (участок № 9, место 766).

### Семья
- отец — Савелий Осипович Войтинский (1857—1918), математик и педагог;
- мать — Вильгельмина Лазаревна Берман (1859—1929), уроженка Митавы;
- муж (с 1914 года) — Лев Ионович Левидов (1880—1942), помощник присяжного поверенного, член Петроградского областного комитета Всероссийского союза городов, секретарь Еврейского театрального общества[5];

- дочь — Ада Львовна Левидова (1914—2012), окончила Ленинградский государственный университет.

- дед по матери — Лазарь Яковлевич Берман (1830—1893), издатель и редактор еженедельника «Русский еврей», педагог, основатель первых еврейских училищ в Митаве и Санкт-Петербурге;
- дядя — Василий Лазаревич Берман (1862—1896), палестинофил;
- брат — Владимир Савельевич Войтинский (1885—1960), учёный-экономист, политзаключёный[2];
- брат — Иосиф Савельевич Войтинский (1884—1943)

- Племянник (сын старшего брата Иосифа) — Владимир Богомолов (1924—2003), писатель.

- двоюродные братья — художники Евгений Берман и Леонид Берман, поэт Лазарь Берман[9].

## Память
Документальный фильм Ленинградского телевидения о Н. Войтинской — «Знакомьтесь: Надежда Войтинская» (1985; автор сценария B. Шубин).